# Großer Preis von Monaco 2025
Der Große Preis von Monaco 2025 (offiziell Formula 1 TAG Heuer Grand Prix de Monaco 2025) fand am 25. Mai auf dem Circuit de Monaco in Monte-Carlo statt und war das achte Rennen der Formel-1-Weltmeisterschaft 2025.

## Bericht

### Hintergründe
Nach dem Großen Preis der Emilia-Romagna führte Oscar Piastri in der Fahrerwertung mit 13 Punkten vor Lando Norris und mit 22 Punkten vor Max Verstappen. In der Konstrukteurswertung führte McLaren mit 132 Punkten vor Mercedes und mit 148 Punkten vor Red Bull Racing.
Beim Großen Preis von Monaco stellte Pirelli den Fahrern die Reifenmischungen C4 Hard (weiß), C5 Medium (gelb) und C6 Soft (rot) sowie Cinturato Intermediates (grün) und Cinturato Full-Wets (blau) zur Verfügung. Erstmals galt zudem eine neue Regel, bei dem die Fahrer zwei Pflichtboxenstopps im Rennen absolvieren mussten.
McLaren trat wie bereits 2021, 2023 und 2024 in einer Sonderlackierung zum Großen Preis von Monaco an. Das Design der diesjährigen Sonderlackierung war an den McLaren M7A angelehnt, dem ersten Boliden des Teams, der ein Rennen in der Formel 1 gewinnen konnte.
Verstappen (acht), Liam Lawson (sechs), Piastri, Nico Hülkenberg (jeweils vier), Norris (drei), Fernando Alonso, Lance Stroll, Esteban Ocon, Oliver Bearman, Carlos Sainz jr., Alexander Albon, Franco Colapinto (jeweils zwei) und George Russell (einer) gingen mit Strafpunkten ins Rennwochenende.
Mit Lewis Hamilton (dreimal), Verstappen, Alonso (jeweils zweimal) und Charles Leclerc (einmal) traten vier ehemalige Sieger zu dem Grand Prix an.
Als Rennkommissare für dieses Rennwochenende fungierten Nish Shetty (SGP), Loïc Bacquelaine (BEL), Vitantonio Liuzzi (ITA) und Jean-François Calmes (MCO).

### Training
Im ersten freien Training fuhr Leclerc mit 1:11,964 Minuten die Bestzeit vor Verstappen und Norris.
Im zweiten freien Training war erneut Leclerc Schnellster mit einer Bestzeit von 1:11,355 Minuten vor Piastri und Hamilton. Das Training wurde wegen eines Unfalls von Isack Hadjar unterbrochen.
Im dritten Training war mit einer Bestzeit von 1:10,953 Minuten ebenfalls Leclerc Schnellster vor Verstappen und Norris. Durch einen Unfall von Hamilton wenige Minuten vor Schluss wurde die Session vorzeitig beendet.

### Qualifying
Das Qualifying bestand aus drei Teilen mit einer Nettolaufzeit von 45 Minuten. Im ersten Qualifying-Segment (Q1) hatten die Fahrer 18 Minuten Zeit, um sich für das Rennen zu qualifizieren. Alle Fahrer, die maximal 107 Prozent der schnellsten Rundenzeit erreichten, qualifizierten sich für den Grand Prix. Die besten 15 Fahrer qualifizierten sich für den nächsten Teil. Leclerc war Schnellster. Gabriel Bortoleto, Bearman, Stroll sowie beide Alpine-Piloten schieden aus. Die Session wurde durch einen Unfall von Andrea Kimi Antonelli vorzeitig beendet.
Der zweite Abschnitt (Q2) dauerte 15 Minuten. Die zehn schnellsten Piloten qualifizierten sich für den nächsten Teil. Norris war Schnellster. Antonelli, der aufgrund seines Unfalls in Q1 keine Zeit setzen konnte, sowie Teamkollege Russell, dessen Wagen aufgrund eines elektronischen Defekts ausrollte und eine Unterbrechung auslöste, schieden neben Yuki Tsunoda, Hülkenberg und Sainz jr. aus.
Der finale Abschnitt (Q3) ging über eine Zeit von zwölf Minuten, in denen die ersten zehn Startpositionen vergeben wurden. Norris fuhr in 1:09,954 Minuten die Bestzeit vor Leclerc und Piastri.

### Rennen
Drei Fahrer wurden nach dem Qualifying strafversetzt: Stroll um eine Position für das Verursachen einer Kollision mit Leclerc im Training sowie drei weitere Positionen für das Behindern von Pierre Gasly im Qualifying. Hamilton wurde ebenfalls für das Behindern eines Fahrers im Qualifying, in seinem Fall Verstappen, um drei Plätze nach hinten versetzt. Bearman hingegen erhielt eine Startplatzstrafe von zehn Plätzen, da er nach einer Unterbrechung mit roter Flagge im Training nicht verlangsamte und den Williams von Sainz jr. überholte.
Norris verteidigte trotz Verbremser seine Führung beim Start gegen Leclerc. Dahinter blieben die Positionen größtenteils stabil, bis in der Grand Hotel Hairpin Bortoleto an Antonelli vorbeiging. Dieser zog aber in Portier auf der Innenseite neben Bortoleto und überholte ihn wieder, wodurch Bortoleto selbst die Kurve nicht mehr bekam und in die Tecpro-Barriere einschlug. Er konnte das Rennen jedoch fortsetzen, weswegen die Rennleitung sich dazu entschied, das Rennen nicht mit einem Safety-Car zu neutralisieren.
In Runde 8 kam es zu einer Kollision: Gasly konnte bei der Ausfahrt aus dem Tunnel Richtung Nouvelle Chicane nicht mehr bremsen und fuhr hinten auf den Red Bull von Tsunoda auf. Während dieser weiterfahren konnte, schleppte Gasly seinen Alpine an die Box und musste das Rennen aufgeben. Obwohl noch der Frontflügel seines Boliden in der Nouvelle Chicane lag, entschied sich die Rennleitung erneut, kein Safety-Car auf die Strecke zu schicken, sondern nur doppelt gelbe Flaggen im Bereich der Strecke zu schwenken, bis die Teile alle aufgesammelt waren.
Schnell stellte sich heraus, dass einige Teams, deren Fahrer direkt hintereinander lagen, beschlossen haben, die Streckencharakteristik von Monaco, die das Überholen massiv erschwert, auszunutzen, um die Zwei-Stopp-Regelung auszuhebeln. So bremste Lawson, welcher direkt hinter seinem Racing-Bulls-Teamkollegen Hadjar auf Position 9 lag, das Feld so stark ein, dass Hadjar vor ihm seine beiden Pflichtboxenstopps kurz hintereinander absolvieren konnte, ohne dabei seinen achten Platz zu verlieren. Die beiden Williams verfolgten anschließend eine erweiterte Form dieser Taktik: Zunächst bremste Sainz jr. das Feld ein, damit Albon seine beiden Boxenstopps absolvieren konnte, dann tauschten die beiden die Positionen und Albon bremste anschließend das Feld ein, um Sainz jr. seine beiden Stopps ohne Positionsverlust zu ermöglichen. Andere Teams, wie Red Bull oder Mercedes, versuchten, ihre Stopps so weit wie möglich hinauszuzögern, in der Hoffnung, dass das Rennen mit einem Safety-Car neutralisiert oder sogar mit einer roten Flagge unterbrochen wird, um so Reifen wechseln zu können, ohne den Zeitverlust eines regulären Boxenstopps in Kauf nehmen zu müssen. In Runde 38 rollte Alonso mit einem Motorschaden in Rascasse aus, er musste das Rennen also aufgeben. Es ist das erste Mal seit 2015, dass Alonso nach acht Saisonrennen immer noch keine Punkte in der Fahrerwertung erzielt hat.
Russell, der rundenlang hinter dem Williams von Albon feststeckte und keine Möglichkeit zum Überholen bekam, kürzte in Runde 50 frustriert über die Nouvelle Chicane ab und ging so an Albon vorbei. Obwohl er angewiesen wurde, die Position zurückzugeben, funkte er an sein Team, dass er lieber die Strafe in Kauf nehme. Die Rennleitung bestrafte ihn daraufhin mit einer Durchfahrtsstrafe. Russells Teamkollege Antonelli ging in Runde 53 ebenfalls durch Verkürzen der Nouvelle Chicane an Albon vorbei, gab die Position jedoch wieder zurück. Da Russell bis zu diesem Zeitpunkt noch keinen Stopp eingelegt hatte, musste er also noch insgesamt dreimal an die Box fahren. Mercedes konnte seinen Positionsverlust allerdings begrenzen, da Antonelli ebenfalls das Feld für ihn einbremste.
Nachdem alle aus der Spitzengruppe außer Verstappen ihre zwei Boxenstopps absolviert hatten, führte dieser das Feld an und bremste den Zweiplatzierten Norris in den letzten Runden ein, mit dem Ziel, den Abstand auf Leclerc auf Platz 3 zu verkleinern und Norris so von hinten unter Druck zu setzen. Da bis zum Ende des Rennens kein Safety-Car und keine Unterbrechung mehr kam, ging Verstappen schließlich in der letzten Runde an die Box, um seinen zweiten Pflichtboxenstopp zu absolvieren, er fiel dadurch auf Rang 4 zurück. Leclerc versuchte in den letzten Runden, Norris noch zu attackieren, fand aber keine Möglichkeit.
Norris gewann das Rennen schließlich vor Leclerc und Piastri. Es war Norris' sechster Sieg, sein erster Sieg in Monaco und der erste Sieg in Monaco für McLaren seit 2008. Die restlichen Punkteplatzierungen belegten Verstappen, Hamilton, Hadjar, Ocon, Lawson, Albon und Sainz jr. Lawson erzielte damit seine ersten Punkte der Saison. Norris fuhr in der letzten Runde zusätzlich noch die schnellste Rennrunde.
In der Fahrermeisterschaft verkürzte Norris den Rückstand auf Piastri wieder auf drei Punkte, Verstappen blieb Dritter. in der Konstrukteurswertung baute McLaren seine Führung vor Mercedes und Red Bull weiter aus.
Nach dem Rennen übten die Fahrer teils scharfe Kritik an der Zwei-Stopp-Regelung. So zog Verstappen die Regelung mit Vergleichen zur Mario-Kart-Serie ins Lächerliche, Sainz jr. bezeichnete es als „Manipulation“ am Sport und Russell kommentierte, dass der Umstand, dass er ein regelwidriges Überholmanöver durchführen, dafür eine Durchfahrtsstrafe bekommen und anschließend trotzdem weiter vorne landen könne, als wenn er das Überholmanöver erst gar nicht probiert hätte, zeige, wie fehlerhaft das System sei.

## Meldeliste
| Team                                        | Nr. | Stammfahrer           | Chassis                           | Motor      | Reifen |
| ------------------------------------------- | --- | --------------------- | --------------------------------- | ---------- | ------ |
| Oracle Red Bull Racing                      | 01  | Max Verstappen        | Red Bull Racing RB21              | Honda RBPT | P      |
| Oracle Red Bull Racing                      | 22  | Yūki Tsunoda          | Red Bull Racing RB21              | Honda RBPT | P      |
| McLaren Formula 1 Team                      | 81  | Oscar Piastri         | McLaren MCL39                     | Mercedes   | P      |
| McLaren Formula 1 Team                      | 04  | Lando Norris          | McLaren MCL39                     | Mercedes   | P      |
| Scuderia Ferrari HP                         | 16  | Charles Leclerc       | Ferrari SF-25                     | Ferrari    | P      |
| Scuderia Ferrari HP                         | 44  | Lewis Hamilton        | Ferrari SF-25                     | Ferrari    | P      |
| Mercedes-AMG Petronas Formula One Team      | 63  | George Russell        | Mercedes-AMG F1 W16 E Performance | Mercedes   | P      |
| Mercedes-AMG Petronas Formula One Team      | 12  | Andrea Kimi Antonelli | Mercedes-AMG F1 W16 E Performance | Mercedes   | P      |
| Aston Martin Aramco Formula One Team        | 18  | Lance Stroll          | Aston Martin AMR25                | Mercedes   | P      |
| Aston Martin Aramco Formula One Team        | 14  | Fernando Alonso       | Aston Martin AMR25                | Mercedes   | P      |
| BWT Alpine F1 Team                          | 10  | Pierre Gasly          | Alpine A525                       | Renault    | P      |
| BWT Alpine F1 Team                          | 43  | Franco Colapinto      | Alpine A525                       | Renault    | P      |
| MoneyGram Haas F1 Team                      | 31  | Esteban Ocon          | Haas VF-25                        | Ferrari    | P      |
| MoneyGram Haas F1 Team                      | 87  | Oliver Bearman        | Haas VF-25                        | Ferrari    | P      |
| Visa Cash App Racing Bulls Formula One Team | 06  | Isack Hadjar          | Racing Bulls VCARB 02             | Honda RBPT | P      |
| Visa Cash App Racing Bulls Formula One Team | 30  | Liam Lawson           | Racing Bulls VCARB 02             | Honda RBPT | P      |
| Atlassian Williams Racing                   | 23  | Alexander Albon       | Williams FW47                     | Mercedes   | P      |
| Atlassian Williams Racing                   | 55  | Carlos Sainz jr.      | Williams FW47                     | Mercedes   | P      |
| Stake F1 Team Kick Sauber                   | 27  | Nico Hülkenberg       | Kick Sauber C45                   | Ferrari    | P      |
| Stake F1 Team Kick Sauber                   | 05  | Gabriel Bortoleto     | Kick Sauber C45                   | Ferrari    | P      |

## Klassifikationen

### Qualifying
| Pos.                                                                      | Fahrer                | Konstrukteur                 | Q1       | Q2         | Q3       | Start |
| ------------------------------------------------------------------------- | --------------------- | ---------------------------- | -------- | ---------- | -------- | ----- |
| 01                                                                        | Lando Norris          | McLaren-Mercedes             | 1:11,285 | 1:10,570   | 1:09,954 | 01    |
| 02                                                                        | Charles Leclerc       | Ferrari                      | 1:11,229 | 1:10,581   | 1:10,063 | 02    |
| 03                                                                        | Oscar Piastri         | McLaren-Mercedes             | 1:11,308 | 1:10,858   | 1:10,129 | 03    |
| 04                                                                        | Lewis Hamilton        | Ferrari                      | 1:11,575 | 1:10,883   | 1:10,382 | 07    |
| 05                                                                        | Max Verstappen        | Red Bull Racing-Honda RBPT   | 1:11,431 | 1:10,875   | 1:10,669 | 04    |
| 06                                                                        | Isack Hadjar          | Racing Bulls-Honda RBPT      | 1:11,811 | 1:11,040   | 1:10,923 | 05    |
| 07                                                                        | Fernando Alonso       | Aston Martin Aramco-Mercedes | 1:11,674 | 1:11,182   | 1:10,924 | 06    |
| 08                                                                        | Esteban Ocon          | Haas-Ferrari                 | 1:11,839 | 1:11,262   | 1:10,942 | 08    |
| 09                                                                        | Liam Lawson           | Racing Bulls-Honda RBPT      | 1:11,818 | 1:11,250   | 1:11,129 | 09    |
| 10                                                                        | Alexander Albon       | Williams-Mercedes            | 1:11,629 | 1:10,732   | 1:11,213 | 10    |
| 11                                                                        | Carlos Sainz jr.      | Williams-Mercedes            | 1:11,707 | 1:11,362   | –        | 11    |
| 12                                                                        | Yūki Tsunoda          | Red Bull Racing-Honda RBPT   | 1:11,800 | 1:11,415   | –        | 12    |
| 13                                                                        | Nico Hülkenberg       | Kick Sauber-Ferrari          | 1:11,871 | 1:11,596   | –        | 13    |
| 14                                                                        | George Russell        | Mercedes                     | 1:11,507 | keine Zeit | –        | 14    |
| 15                                                                        | Andrea Kimi Antonelli | Mercedes                     | 1:11,880 | keine Zeit | –        | 15    |
| 16                                                                        | Gabriel Bortoleto     | Kick Sauber-Ferrari          | 1:11,902 | –          | –        | 16    |
| 17                                                                        | Oliver Bearman        | Haas-Ferrari                 | 1:11,979 | –          | –        | 20    |
| 18                                                                        | Pierre Gasly          | Alpine-Renault               | 1:11,994 | –          | –        | 17    |
| 19                                                                        | Lance Stroll          | Aston Martin Aramco-Mercedes | 1:12,563 | –          | –        | 19    |
| 20                                                                        | Franco Colapinto      | Alpine-Renault               | 1:12,597 | –          | –        | 18    |
| 107-Prozent-Zeit: 1:16,213 min (bezogen auf Q1-Bestzeit von 1:11,229 min) |                       |                              |          |            |          |       |

Anmerkungen
1. ↑  Hamilton erhielt eine Startplatzstrafe von drei Plätzen für das Behindern von Verstappen im Qualifying.
2. ↑  Bearman erhielt eine Startplatzstrafe von zehn Plätzen für Überholen unter roter Flagge im Training.
3. ↑  Stroll erhielt eine Startplatzstrafe von einem Platz für eine Kollision mit Leclerc sowie eine weitere Startplatzstrafe von drei Plätzen für das Behindern von Gasly im Qualifying.

### Rennen
| Pos.                                                               | Fahrer                | Konstrukteur                 | Runden | Stopps | Zeit        | Start | Schnellste Runde |
| ------------------------------------------------------------------ | --------------------- | ---------------------------- | ------ | ------ | ----------- | ----- | ---------------- |
| 01                                                                 | Lando Norris          | McLaren-Mercedes             | 78     | 2      | 1:40:33,843 | 01    | 1:13,221 (78.)   |
| 02                                                                 | Charles Leclerc       | Ferrari                      | 78     | 2      | + 3,131     | 02    | 1:14,055 (36.)   |
| 03                                                                 | Oscar Piastri         | McLaren-Mercedes             | 78     | 2      | + 3,658     | 03    | 1:13,745 (60.)   |
| 04                                                                 | Max Verstappen        | Red Bull Racing-Honda RBPT   | 78     | 2      | + 20,572    | 04    | 1:14,230 (45.)   |
| 05                                                                 | Lewis Hamilton        | Ferrari                      | 78     | 2      | + 51,387    | 07    | 1:14,090 (73.)   |
| 06                                                                 | Isack Hadjar          | Racing Bulls-Honda RBPT      | 77     | 2      | + 1 Runde   | 05    | 1:15,981 (16.)   |
| 07                                                                 | Esteban Ocon          | Haas-Ferrari                 | 77     | 2      | + 1 Runde   | 08    | 1:15,157 (34.)   |
| 08                                                                 | Liam Lawson           | Racing Bulls-Honda RBPT      | 77     | 2      | + 1 Runde   | 09    | 1:15,321 (55.)   |
| 09                                                                 | Alexander Albon       | Williams-Mercedes            | 76     | 2      | + 2 Runden  | 10    | 1:14,597 (76.)   |
| 10                                                                 | Carlos Sainz jr.      | Williams-Mercedes            | 76     | 2      | + 2 Runden  | 11    | 1:13,988 (70.)   |
| 11                                                                 | George Russell        | Mercedes                     | 76     | 3      | + 2 Runden  | 14    | 1:13,405 (76.)   |
| 12                                                                 | Oliver Bearman        | Haas-Ferrari                 | 76     | 2      | + 2 Runden  | 20    | 1:14,855 0(6.)   |
| 13                                                                 | Franco Colapinto      | Alpine-Renault               | 76     | 2      | + 2 Runden  | 18    | 1:15,298 (31.)   |
| 14                                                                 | Gabriel Bortoleto     | Kick Sauber-Ferrari          | 76     | 3      | + 2 Runden  | 16    | 1:14,884 (38.)   |
| 15                                                                 | Lance Stroll          | Aston Martin Aramco-Mercedes | 76     | 2      | + 2 Runden  | 19    | 1:14,877 (69.)   |
| 16                                                                 | Nico Hülkenberg       | Kick Sauber-Ferrari          | 76     | 2      | + 2 Runden  | 13    | 1:15,223 (49.)   |
| 17                                                                 | Yūki Tsunoda          | Red Bull Racing-Honda RBPT   | 76     | 2      | + 2 Runden  | 12    | 1:14,913 (77.)   |
| 18                                                                 | Andrea Kimi Antonelli | Mercedes                     | 75     | 2      | + 3 Runden  | 15    | 1:13,518 (77.)   |
| –                                                                  | Fernando Alonso       | Aston Martin Aramco-Mercedes | 36     | 1      | DNF         | 06    | 1:15,593 (15.)   |
| –                                                                  | Pierre Gasly          | Alpine-Renault               | 7      | 0      | DNF         | 17    | 1:18,054 0(6.)   |
| Fahrer des Tages: Charles Leclerc (20,1 % der abgegebenen Stimmen) |                       |                              |        |        |             |       |                  |

## WM-Stände nach dem Rennen
Die ersten zehn des Rennens bekamen 25, 18, 15, 12, 10, 8, 6, 4, 2 bzw. 1 Punkt(e).

### Fahrerwertung
| Pos. | Fahrer                | Konstrukteur                 | Punkte |
| ---- | --------------------- | ---------------------------- | ------ |
| 01   | Oscar Piastri         | McLaren-Mercedes             | 161    |
| 02   | Lando Norris          | McLaren-Mercedes             | 158    |
| 03   | Max Verstappen        | Red Bull Racing-Honda RBPT   | 136    |
| 04   | George Russell        | Mercedes                     | 99     |
| 05   | Charles Leclerc       | Ferrari                      | 79     |
| 06   | Lewis Hamilton        | Ferrari                      | 63     |
| 07   | Andrea Kimi Antonelli | Mercedes                     | 48     |
| 08   | Alexander Albon       | Williams-Mercedes            | 42     |
| 09   | Esteban Ocon          | Haas-Ferrari                 | 20     |
| 10   | Isack Hadjar          | Racing Bulls-Honda RBPT      | 15     |
| 11   | Lance Stroll          | Aston Martin Aramco-Mercedes | 14     |

| Pos. | Fahrer            | Konstrukteur                                       | Punkte |
| ---- | ----------------- | -------------------------------------------------- | ------ |
| 12   | Carlos Sainz jr.  | Williams-Mercedes                                  | 12     |
| 13   | Yūki Tsunoda      | Red Bull Racing-Honda RBPT/Racing Bulls-Honda RBPT | 10     |
| 14   | Pierre Gasly      | Alpine-Renault                                     | 7      |
| 15   | Nico Hülkenberg   | Kick Sauber-Ferrari                                | 6      |
| 16   | Oliver Bearman    | Haas-Ferrari                                       | 6      |
| 17   | Liam Lawson       | Racing Bulls-Honda RBPT/Red Bull Racing-Honda RBPT | 4      |
| 18   | Fernando Alonso   | Aston Martin Aramco-Mercedes                       | 0      |
| 19   | Jack Doohan       | Alpine-Renault                                     | 0      |
| 20   | Franco Colapinto  | Alpine-Renault                                     | 0      |
| 21   | Gabriel Bortoleto | Kick Sauber-Ferrari                                | 0      |

### Konstrukteurswertung
| Pos. | Konstrukteur               | Punkte |
| ---- | -------------------------- | ------ |
| 01   | McLaren-Mercedes           | 319    |
| 02   | Mercedes                   | 147    |
| 03   | Red Bull Racing-Honda RBPT | 143    |
| 04   | Ferrari                    | 142    |
| 05   | Williams-Mercedes          | 54     |

| Pos. | Konstrukteur                 | Punkte |
| ---- | ---------------------------- | ------ |
| 06   | Haas-Ferrari                 | 26     |
| 07   | Racing Bulls-Honda RBPT      | 22     |
| 08   | Aston Martin Aramco-Mercedes | 14     |
| 09   | Alpine-Renault               | 7      |
| 10   | Kick Sauber-Ferrari          | 6      |